# Figulus luminosus
Figulus luminosus là một loài bọ cánh cứng trong họ Lucanidae. Loài này được Bomans mô tả khoa học năm 2011.